# 22. Armee (Japanisches Kaiserreich)
Die 22. Armee (japanisch 第22軍 Dai-nijū-ni-gun) war ein Großverband des Kaiserlich Japanischen Heeres der 1940 bestand. Der Tsūshōgō-Code (militärischer Tarnname) der 22. Armee war Harmonie (和, Wa).

## Geschichte
Die 22. Armee wurde am 9. Februar 1940 in der chinesischen Provinz Guangxi unter dem Kommando von Generalleutnant Kuno Seiichi aufgestellt und unterstand der Regionalarmee Südchina (General Andō Rikichi). Hauptaufgabe dieser Armee war es, die Besatzung für die japanisch eroberten chinesischen Provinzen Guangdong und Guangxi zu stellen.
Am 5. September 1940 besetzten Teile der 22. Armee während der japanischen Invasion Französisch-Indochinas den Norden des von der Vichy-Regierung verwalteten kolonialen Überseegebietes, um die Nachschubwege der Nationalchinesen an der Grenze zu Französisch-Indochina abzuschneiden. Die Vereinbarung zwischen dem Kaiserreich Japan und der Vichy-Regierung hatte vorgesehen, dass Japan 6000 Soldaten im Land stationieren durfte. Diese Vereinbarung wurde jedoch vom General Andō und Generalleutnant Kuno unterlaufen, die von Guangdong aus Teile der 5. Division in Französisch-Indochina einmarschieren ließen. Andō und Kuno wurden daraufhin ihrer Posten enthoben. Kurz nach dem Vorfall wurde die 22. Armee am 9. November 1940 aufgelöst.

## Führung
| Name                               | Bild             | Von              | Bis              |
| Oberbefehlshaber                   | Oberbefehlshaber | Oberbefehlshaber | Oberbefehlshaber |
| ---------------------------------- | ---------------- | ---------------- | ---------------- |
| Generalleutnant Kuno Seiichi       |                  | 9. Februar 1940  | 9. November 1940 |
| Chef des Stabes                    |                  |                  |                  |
| Generalleutnant Wakamatsu Tadaichi |                  | 9. Februar 1940  | 9. November 1940 |

## Untergeordnete Einheiten
- 22. Armee-Stab
- 5. Division
- Gemischte Brigade der Kaiserlichen Garde
- Gemischte Brigade Taiwans
- weitere kleinere Einheiten